# Paraamblyseius mumai
Paraamblyseius mumai är en spindeldjursart som beskrevs av Gupta 1980. Paraamblyseius mumai ingår i släktet Paraamblyseius och familjen Phytoseiidae. Inga underarter finns listade i Catalogue of Life.